# رضا کودک کار
رضا فیوجیِ معروف به رضا کودک کار، کودک کاری بود که در ۱۸ سالگی بر اثر خودکشی جان خود را از دست داد. انتشار خبر خودکشی او، واکنش‌های زیادی به دنبال داشت. رضا در سال ۱۳۹۳ در برنامه ماه عسل شرکت کرده بود.
رضا فیوجی از ۱۳ سالگی تا ۱۶ سالگی تحت پوشش جمعیت امام علی قرار گرفت. او و خانواده اش در محله شوش زندگی می‌کردند. برخی از افراد علت خودکشی او را عدم هضم شهرت ناشی از حضور در برنامه ماه عسل می‌دانند. وی پیش از درگذشت یک بار دیگر هم اقدام به خودکشی کرده بود که ناموفق بود.
صحبت‌های او در برنامه تلویزیونی ماه عسل مورد توجه بسیاری قرار گرفته بود. این کودک کار در این برنامه تلویزیونی در پاسخ به سؤال مجری که پرسیده بود «آرزویت چیست؟» گفته بود «از صبح تا شب سر کار بودم وقت نکردم به آرزویم فکر کنم».